# Salvia splendens
Espèce
Classification APG III (2009)
Salvia splendens, la sauge rouge, sauge écarlate, sauge splendide ou sauge éclatante, est une espèce de plantes herbacées vivaces native du Brésil qui pousse à une altitude de 2 000 à 3 000 m, là où il fait chaud à l'année et où le climat est humide. Elle atteint une hauteur de 1,3 m. Elle fait partie du genre des Sauges (Salvia) dans la famille des Lamiaceae.

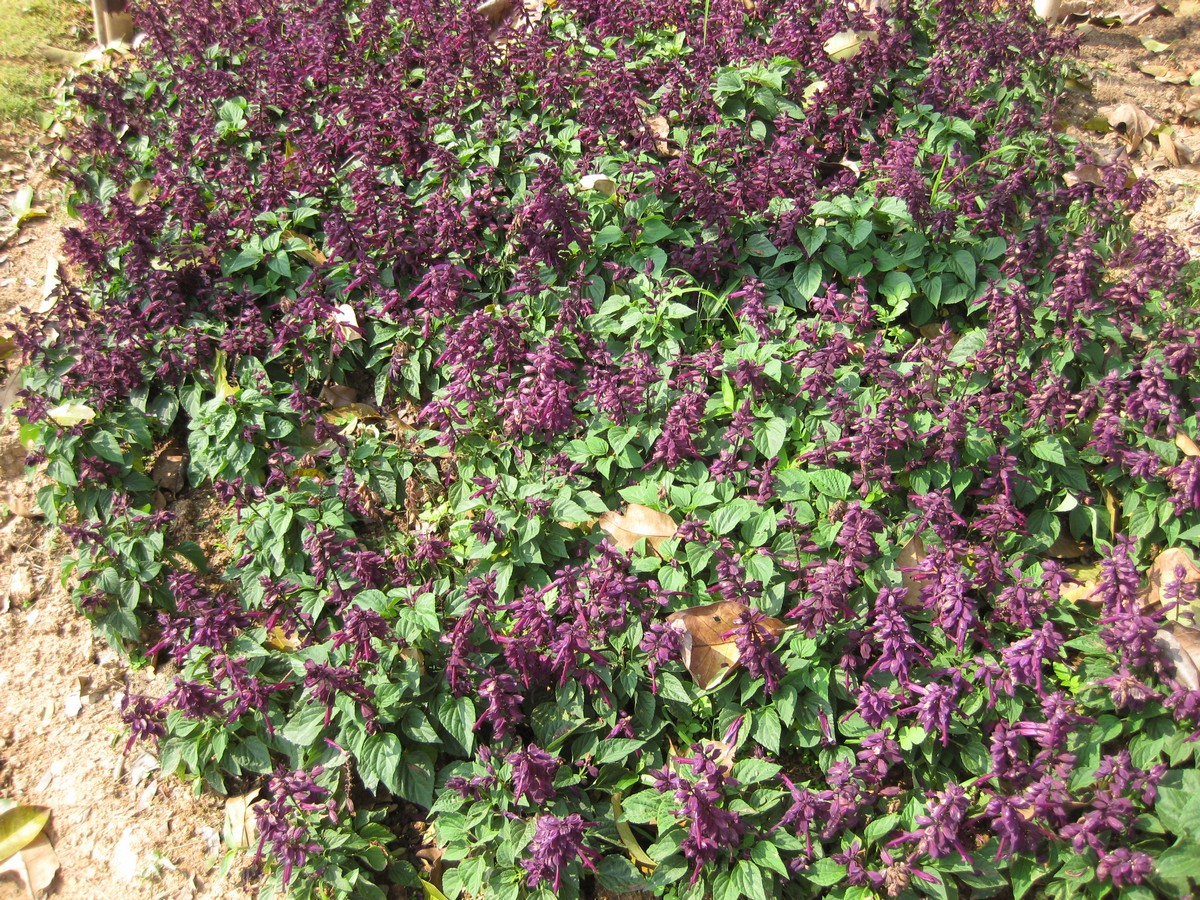
Sauge rouge, d'une variété de couleur violette, au Jardin botanique de la reine Sirikit, en Thaïlande.